# Przypadek zależny
Przypadek zależny (łac. casus obliquus, dosł. „przypadek zgięty, skośny”, w standardzie glosowania oznaczany jako OBL) – przypadek, który służy do wyrażania funkcji określnika – czyli funkcji innej niż podmiot – w zdaniu. Przypadki zależne często kontrastują z przypadkiem niezależnym (nieoznaczonym przy pomocy dystynktywnej końcówki fleksyjnej) – mianownikiem (np. pol. człowiek – człowieka – człowiekowi – człowieka – człowiekiem – człowieku) lub absolutywem – część języków jednak posiada specjalne końcówki mianownikowe (np. łacina , litewski czy galijski) lub absolutywne, np. inuktitut. W języku polskim przypadkami zależnymi są dopełniacz, celownik, biernik, narzędnik i miejscownik.

## Przykłady

### Języki romańskie
W językach romańskich łacińska fleksja imienna uległa znacznemu uproszczeniu, ostatecznie wyróżniając tylko mianownik i przypadek zależny. System ten utrzymał się do dziś w językach wschodnioromańskich (arumuński, istrorumuński, meglenicki, rumuński) oraz w niektórych dialektach franko-prowansalskich , a ponadto jest poświadczony historycznie także we francuskim i oksytańskim. Formy mianownikowe i zależne w językach romańskich charakteryzują się znaczną homofonią.
| Język             | Rumuński           | Rumuński        | Rumuński            | Rumuński          | Franko-prowansalski (Valais) | Franko-prowansalski (Valais) | Franko-prowansalski (Valais) | Franko-prowansalski (Valais) | Starofrancuski        | Starofrancuski     | Starofrancuski      | Starofrancuski  | Starooksytański   | Starooksytański    | Starooksytański | Starooksytański   |
| Liczba            | pojedyncza         | pojedyncza      | mnoga               | mnoga             | pojedyncza                   | pojedyncza                   | mnoga                        | mnoga                        | pojedyncza            | pojedyncza         | mnoga               | mnoga           | pojedyncza        | pojedyncza         | mnoga           | mnoga             |
| Rodzaj            | męski              | żeński          | męski               | żeński            | męski                        | żeński                       | męski                        | żeński                       | męski                 | żeński             | męski               | żeński          | męski             | żeński             | męski           | żeński            |
| ----------------- | ------------------ | --------------- | ------------------- | ----------------- | ---------------------------- | ---------------------------- | ---------------------------- | ---------------------------- | --------------------- | ------------------ | ------------------- | --------------- | ----------------- | ------------------ | --------------- | ----------------- |
| Mianownik         | un domn domnul     | o casă casa     | niște domni domnii  | niște case casele | [ɔ̃ maˈtɔŋ] [lɤ maˈtɔŋ]       | [ɔn ˈd͡zœʊ] [lɤ ˈd͡zœʊ]        | [ɔn maˈtɔŋ] [lɛ maˈtɔŋ]      | [ɔn ˈd͡zœʊ] [lɛ ˈd͡zœʊ]        | un veisins li veisins | une citez la citez | veisin li veisin    | citez les citez | un jorns lo jorns | una domna la domna | jorn li jorn    | domnas las domnas |
| Przypadek zależny | unui domn domnului | unei case casei | unor domni domnilor | unor case caselor | [ɔ̃ maˈtɔŋ] [lɔ maˈtɔŋ]       | [ɔn ˈd͡zœʊ] [la ˈd͡zœʊ]        | [ɔn maˈtɔŋ] [lɛ maˈtɔŋ]      | [ɔn ˈd͡zœʊ] [lɛ ˈd͡zœʊ]        | un veisin le veisin   | une cité la cité   | veisins les veisins | citez les citez | un jorn lo jorn   | una domna la domna | jorns los jorns | domnas las domnas |

## Źródła
- Charles E. Bennett, New Latin Grammar, Ithaca, New York 1918 [dostęp 2023-01-24].
- Bernard Comrie, Martin Haspelmath, Balthasar Bickel, The Leipzig Glossing Rules: Conventions for interlinear morpheme-by-morpheme glosses [online], Committee of Editors of Linguistics Journals, 31 maja 2015 [dostęp 2023-01-24].
- David Crystal, Dictionary of Linguistics and Phonetics, Hoboken: Wiley, 2008, ISBN 978-1405152969. Brak numerów stron w książce
- Joseph F. Eska, Continental Celtic, [w:] Roger D. Woodland (red.), The Ancient Languages of Europe, Cambridge: Cambridge University Press, 2008, s. 165–188, ISBN 978-0-521-68495-8.
- Andres Kristol, Le francoprovençal, laboratoire des virtualités linguistiques de la Romania occidentale: le système bicasuel des parlers valaisans, „Actes del 26é Congrés de la lingüística i filologia romàniques”, Berlin: De Gruyter, 2013, s. 341–361.
- Andres Kristol, Francoprovençal, [w:] Adam Ledgeway, Martin Maiden (red.), The Oxford Guide to the Romance Languages, Oksford: Oxford University Press, 2016, s. 350–362, ISBN 978-0199677108.
- Martin Maiden, Morphological persistence, [w:] Martin Maiden, John Charles Smith, Adam Ledgeway (red.), The Cambridge History of The Romance Languages, Vol. 1: Structures, Cambridge: Cambridge University Press, 2013, s. 155–215, ISBN 978-0521800723.
- Martin Maiden, Romanian, Istro-Romanian, Megleno-Romanian, and Aromanian, [w:] Adam Ledgeway, Martin Maiden (red.), The Oxford Guide to the Romance Languages, Oksford: Oxford University Press, 2016, s. 91–125, ISBN 978-0199677108.
- Alicja Nagórko, Praktyczna gramatyka języka polskiego, Warszawa: PWN, 2010, ISBN 978-83-01-16092-0. Brak numerów stron w książce
- William D. Paden, An Introduction to Old Occitan, Nowy Jork: The Modern Language Association of America, 2021, ISBN 978-1-60329-054-8. Brak numerów stron w książce
- Meilutė Ramonienė i inni, Lithuanian: A Comprehensive Grammar, Milton Park Abington: Routledge, 2018, ISBN 978-1138063617. Brak numerów stron w książce
- Rosanna Sornicola, Romance linguistics and historical linguistics, [w:] Martin Maiden, John Charles Smith, Adam Ledgeway (red.), The Cambridge History of The Romance Languages, Vol. 1: Structures, Cambridge: Cambridge University Press, 2013, s. 1–49, ISBN 978-0521800723.